# Divertikulitida

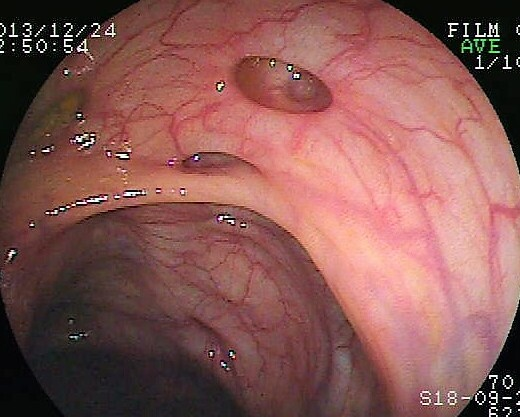
Divertikulitida tračníku

Divertikulitida je častým onemocněním zažívacího ústrojí. Vyskytuje se zejména na tlustém střevě. Divertikulitida je zánět, který se vyvine z divertikulózy, což je tvorba vychlípenin na střevě. Divertikulitida vzniká, když se nějaká z takových vychlípenin zanítí nebo infikuje. Akutní divertikulitida patří mezi náhlé příhody břišní. Diagnostika je možná např. ultrazvukem.